# سعید مهدی‌پور
سعید مهدی‌پور (زادهٔ ۱۴ مارس ۱۹۸۷) یک بازیکن فوتبال اهل ایران است.
از باشگاه‌هایی که در آن بازی کرده‌است می‌توان به باشگاه فوتبال سیاه‌جامگان، باشگاه فوتبال پتروشیمی تبریز، باشگاه فوتبال فولاد یزد، باشگاه فوتبال گسترش فولاد تبریز، باشگاه فوتبال شهرداری تبریز، باشگاه فوتبال صبای قم و باشگاه فوتبال ماشین‌سازی تبریز اشاره کرد.